# Batalla de Chickamauga
La batalla de Chickamauga va ser una confrontació militar, ocorreguda als comtats de Catoosa i de Walker (Geòrgia), el 19 de setembre de 1863, durant la Guerra Civil dels Estats Units. Les forces de la Unió i dels Confederats es trobaren sobre la frontera de Tennessee i Geòrgia, a prop de Chickamauga. Després de la batalla, les forces de la Unió es van retirar a Chattanooga, i els Confederats van mantenir el control del camp de batalla. Aquesta batalla és la derrota més important de la Unió en l'anomenat Teatre Oest durant la Guerra de Secessió.
Aquesta batalla es va originar perquè els Confederats avançaven cap al sud-est dels Estats Units d'Amèrica, i els principals líders de la Unió, se'n van adonar. Tement que prendrien una desena d'estats, hostils cap a ells, van decidir enfrontar-se en aquesta batalla, per frenar l'avanç d'aquest exèrcit.
La Unió es va retirar a Rossville després de la batalla. Encara que va ser una ferotge batalla, els Confederats no van poder perseguir les forces de la Unió, a causa de les grans pèrdues que el seu exèrcit havia patit.
La victòria de Chickamauga, va ser una de les batalles més terribles en tota la Guerra Civil dels Estats Units. Si bé és cert que els Confederats aconseguiren frenar l'avanç de les tropes de la Unió, el preu de la guerra va ser molt alt.
Pels més de 30.000 morts es va erigir un monument, per commemorar aquestes baixes, deixant en clar que els herois de guerra no van morir en va.